# Bad Grönenbach
Bad Grönenbach je městys (Markt) německé spolkové zemi Bavorsko, v zemském okrese Unterallgäu ve vládním obvodu Švábsko.
Žije zde přibližně 5 900 obyvatel.

## Poloha
Sousední obce jsou: Böhen, Dietmannsried, Kronburg, Legau, Wolfertschwenden a Woringen.